# احتجاجات القانون الشامل في إندونيسيا
احتجاجات القانون الشامل في إندونيسيا هي سلسلة من المظاهرات والاضطرابات المدنية ضد القانون الشامل لخلق فرص العمل الذي تم إقراره في 5 أكتوبر 2020م وكذلك ضد الرئيس جوكو ويدودو. بدأت المظاهرات في 13 يناير 2020 بينما كان مشروع القانون آنذاك تحت الدراسة، الذي ادعت الحكومة أنه حيوي لتعزيز الصناعة التحويلية في البلاد والاستثمار الأجنبي ولا يزال قيد الصياغة. المتظاهرون معنيون بتأثير القانون على حماية البيئة وظروف العمل.

## خلفية
أحد أهداف الرئيس جوكو ويدودو هو زيادة الاستثمار والتصنيع في إندونيسيا، مع دخل سنوي للفرد يبلغ 320 مليون روبية، وناتج محلي إجمالي يبلغ 7 تريليون دولار أمريكي بحلول عام 2045. على هذا النحو هناك حاجة إلى لائحة جديدة لقطع «الروتين» في مناخ الاستثمار الإندونيسي. تمت معارضة المسودة الجديدة المقترحة بعنوان مشروع قانون خلق فرص العمل بشدة من قبل دعاة حماية البيئة والنقابات العمالية والعديد من فئات المعارضة بعد فترة وجيزة من نشره. تم اقتراح المسودة الأولى في 12 فبراير 2020. وتضمنت 15 فصلاً و174 مادة ليناقشها مجلس نواب الشعب خلال برنامج التشريع الوطني لعام 2020. تم تمرير مشروع القانون في 5 أكتوبر 2020.

## الاحتجاجات

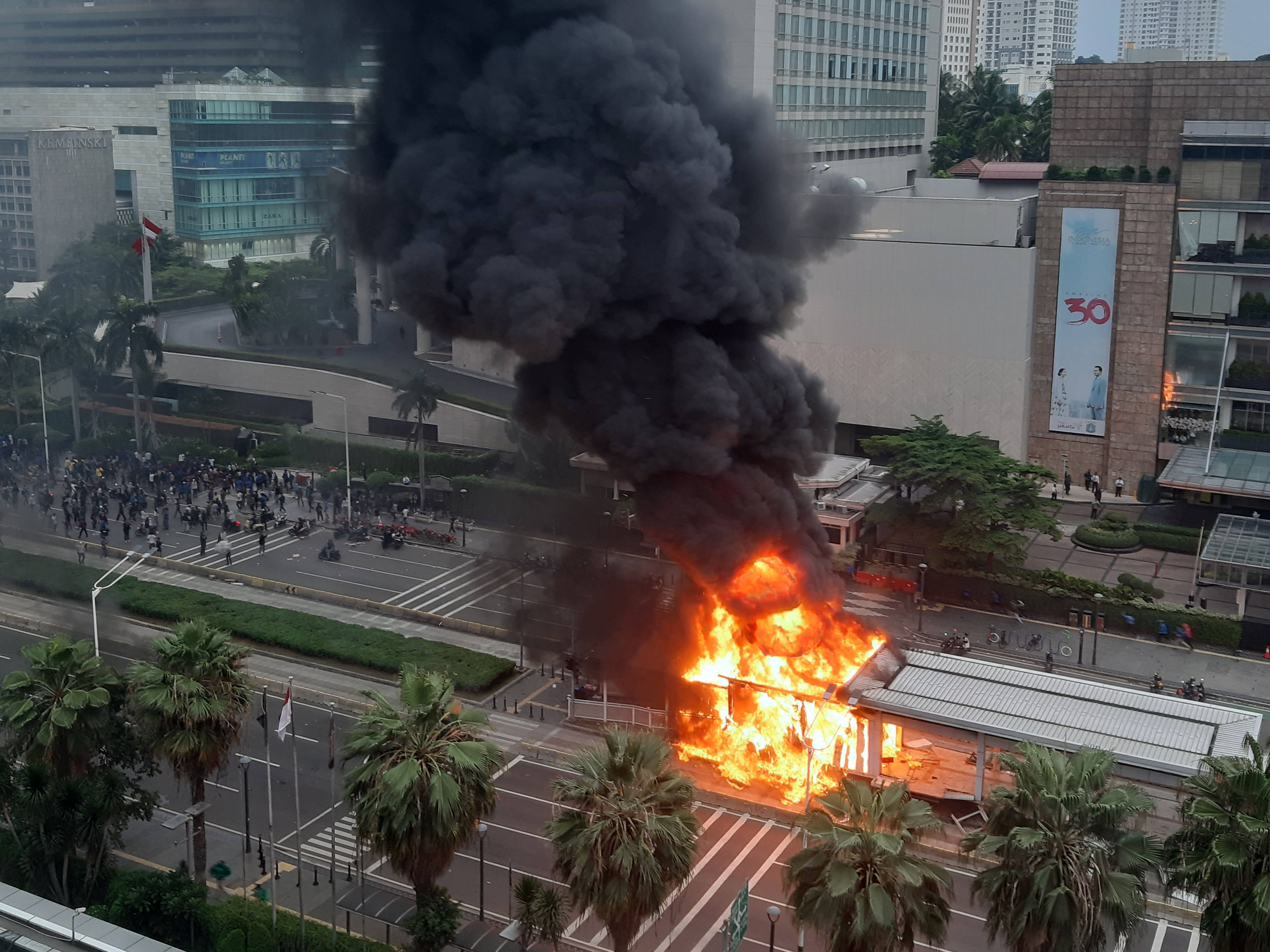
محطة حافلات بونديران هاي تحترق خلال الاحتجاجات في 8 أكتوبر 2020. تم أيضًا تدمير 11 محطة حافلات أخرى تابعة لترانسجاكرتا.

اشتعلت النيران في محطة حافلات بونداران هي أثناء الاحتجاجات في 8 أكتوبر 2020. كما تضررت 11 محطة حافلات أخرى عبر أرجاء العاصمة جاكرتا. أثار القانون احتجاجات بدأت في جاوة في يناير 2020. يشعر المتظاهرون بالقلق من أن القانون يمكن أن يضر بالعاملين، وتحديداً أنه "سيضر بالعمال من خلال خفض تعويضات نهاية الخدمة، وخفض الإجازة الإلزامية، والسماح بساعات عمل أطول، والسماح بتوظيف عقود وعمال بدوام جزئي بدلاً من الموظفين بدوام كامل. أما البيئة على وجه التحديد فإن القانون: "من شأنه أن يؤدي إلى تدمير الغابات المطيرة الأولية التي تعتبر ضرورية للسيطرة على انبعاثات الكربون وإبطاء تغير المناخ" وفقًا لعلماء البيئة. تقول عدة نقابات عمالية إن القانون يجب أن يشمل ممثلين عن النقابات العمالية وليس مستثمرين فقط. تقول الحكومة إن القانون يمكن أن يساعد الاقتصاد الإندونيسي المتدهور أثناء جائحة كوفيد 19. حتى 8 أكتوبر كان ما لا يقل عن 400 متظاهر قد اعتُقلوا، من متظاهرين سلميين إلى مثيري الشغب.
بخلاف المطالبة بسحب القانون، طالب بعض المتظاهرين جوكووي أيضًا بالاستقالة من منصبه، واصفين السياسة الإندونيسية الحالية بالجريمة. كما تطالب مظاهرات أخرى بزيادة الحد الأدنى للأجور لعام 2021.
في أغسطس هددت مجموعة من العمال في 20 مقاطعة بتنظيم احتجاج أكثر كثافة عددية في الفترة من 6 إلى 8 أكتوبر إذا لم يتم التراجع عن القانون. صرح قائد المجموعة أنه سيتم تنفيذ البروتوكولات الصحية لمنع انتشار كوفيد 19 وذلك عبر جاكرتا بوست: «سواء نجحنا أم لا، يجب أن يكون التحرك فكرة لاحقة. المهم هو أننا نكافح». في 20 أكتوبر خطط العمال للاحتجاج مرة أخرى يوم 27 أكتوبر الساعة 1 ظهرًا بحضور 5.000 طالب على مستوى البلاد. لم يتم الإبلاغ عن أي احتجاجات في التاريخ المذكور. وككلمة أخيرة، من المقرر تنظيم الاحتجاجات حتى 10 نوفمبر، حيث سيكون أواخر أكتوبر وأوائل نوفمبر وقتًا حرجًا، وتحديداً مع خطط جوكووي للتوقيع والموافقة على القانون.
أفادت أنتارا أن 145 من 3.862 شخصًا اعتقلوا حتى 9 أكتوبر أثبتت إصابتهم بـ كوفيد 19. كان أحدث احتجاج كبير في 16 ديسمبر 2020 من قبل اتحاد نقابات العمال الإندونيسي أمام مبنى المحكمة الدستورية في إندونيسيا.

## الإجراء 1310
في 13 أكتوبر 2020 نظمت جبهة المدافعين الإسلاميين والحركة الوطنية لحماية فتوى العلماء والتحالف الوطني المناهض للشيوعية التابع للدولة الموحدة لجمهورية إندونيسيا احتجاجًا بالقرب من ساحة إستانا نيغارا. تمت مشاركة الدعوات إلى العلماء والزعماء الإسلاميين الآخرين للانضمام إلى الاحتجاج عبر برنامج الواتساب، وقال المتحدث باسم الجبهة الشعبية الإيفوارية نوفيل باموكمين إن احتجاجات متزامنة ستنظم في مدن رئيسية أخرى في جميع أنحاء البلاد. وزعم المنظمون أنه سيكون هناك حوالي 10.000 متظاهر، في حين قالت الشرطة إنها أبلغت أن العدد سيكون 1000. قبل الاحتجاجات تم نشر فيلق اللواء المتنقل من مقاطعات أخرى مثل شمال سومطرة ومالوكو في جاكرتا كجزء من وجود أمني قوامه 12000 فرد.
سمي الاحتجاج بـ الإجراء 1310 بعد تاريخ انعقاده، وأسفر الاحتجاج عن إغلاق الطرق والأرصفة ووسائل النقل العام في المنطقة. كان من المقرر إغلاق الشوارع المؤدية إلى موناس، حيث تركز الاحتجاج من الساعة 10:00 مساءً في 12 أكتوبر وحتى الساعة 1:00 من صباح يوم 14 أكتوبر. بدأت إدارة الحاكم أنيس باسويدان في تحويل حركة المرور إلى ستة طرق. تم نصح ركاب السكك الحديدية الذين يعتزمون الركوب إلى محطة جامبير بـ «التخطيط لجدول زمني».
بدأ المتظاهرون بالتجمع عند تمثال عربة أرجونا ويجايا، بجوار مدخل موناس في جامبير. بدأ التجمع حوالي الساعة 12:30 مساءً بقراءات قرآنية. كان الاحتجاج سلميًا في البداية لكنه تحول إلى العنف الساعة 3:40 مساءً عندما اشتبكت الشرطة مع متظاهرين شباب. استخدم أحد ضباط الشرطة الألفاظ النابية بشكل متكرر عندما هدد باعتقال المتظاهرين، مما دفع بعض المتظاهرين إلى إلقاء الحجارة والزجاجات البلاستيكية على منفذي القانون. وردت الشرطة بالغاز المسيل للدموع. انسحب العديد من المراهقين إلى مفرق سارينا ودائرة مرور فندق إندونيسيا، بينما واصل أحد المراهقين مهاجمة الشرطة. يقول مؤشر نيكاي آسيا أنه كان هناك حوالي 100 منهم. في ميدان تطورت المظاهرة التي نظمتها الجماعات الإسلامية والعمالية خارج مكتب الحاكم إلى أعمال شغب.
انتقدت وكالة الأنباء سوارا ديواتا الاحتجاجات ووصفتها بأنها «آثمة»، بحجة أن أي احتجاجات تحت اسم غير قانوني، حيث لم يتم تمديد تصريح تنظيم الحتجاجات. كما ربطت الاحتجاجات بحركة 212 التي تحدت رئاسة جوكووي. كما أشارت إلى أن عدم التزام الجبهة الشعبية للملكية الفكرية بلوائح التباعد الاجتماعي من شأنه أن يؤدي إلى تفاقم انتشار حالات كوفيد 19.
تزامنًا مع اليوم الأول للاحتجاجات، ورد أنه سُمح لزعيم الجبهة الشعبية الإسلامية رزيق شهاب بالعودة إلى إندونيسيا بعد فترة طويلة في المملكة العربية السعودية، حيث زعم أنه مُنع من العودة إلى إندونيسيا. ومع ذلك قال المتحدث باسم وزارة الخارجية تيوكو فايزاسياه إنه ليس لديه تحديثات بخصوص شهاب.

## سلوك الشرطة
انتشر مقطع فيديو يظهر الشرطة وهم يرشون الغاز المسيل للدموع على سيارة إسعاف في 13 أكتوبر، على الرغم من إصرار الشرطة على أن مناورة سيارة الإسعاف تسببت في إطلاق الغاز المسيل للدموع. اتهم المتظاهرون ومؤسسة المساعدة القانونية الإندونيسية الشرطة باستخدام القوة المفرطة، قائلين إنهم لم يُسمح لهم بالوصول إلى المتظاهرين المصابين وأن العديد من المتظاهرين فقدوا، وعلى الأرجح احتجزتهم الشرطة. تلقت لجنة الأشخاص المفقودين وضحايا العنف حوالي 1.500 شكوى بشأن وحشية الشرطة، بينما تلقت مؤسسة جاكرتا للمساعدة القانونية 288 بلاغًا. أفاد تحالف الصحفيين المستقلين ومعهد المساعدة القانونية للصحافة أن سبعة صحفيين تعرضوا للهجوم من قبل الشرطة، بسبب مخاوف من تسجيلهم.